# Fosco Becattini
Fosco Becattini (Sestri Levante, 16 março de 1925 – Sestri Levante, 13 dezembro de 2016) foi um futebolista e treinador italiano, com sua carreira feita no pós-guerra.

## Carreira
Fosco Becattini construiu toda sua carreira profissional pelo Genoa, atuava de lateral, zagueiro e algumas vezes meia defensivo. Tem como posto, o 3 lugar em números de jogos na história do Genoa e durante muitas décadas foi o atleta com mais jogos pelo Genoa na Serie A.
Nos anos 70, tentou engatar uma carreira de técnico, que durou somente alguns anos, treinando o clube de sua cidade natal.